# Hospital Indonesio
El Hospital Indonesio (árabe: المستشفى الإندونيسي) es un centro hospitalario administrado por el gobierno de Indonesia que se encuentra en Beit Lahia (Franja de Gaza), al oeste de Palestina.

## Descripción
La construcción del hospital comenzó en 2011 en 16.000 metros cuadrados de terreno donado por el gobierno de Gaza. El proyecto costó 126 mil millones de IDR (unos 9 millones de dólares) y fue financiado con donaciones del pueblo indonesio y de organizaciones como la Cruz Roja Indonesia y Muhammadiyah, recaudadas a través de la organización humanitaria indonesia Comité de Rescate de Emergencia Médica.
El vicepresidente de Indonesia, Jusuf Kalla, inauguró el hospital el 9 de enero de 2016.
En el momento de su inauguración el hospital contaba con cien camas, cuatro quirófanos y una unidad de cuidados intensivos de diez camas. El personal incluía unos 400 sanitarios palestinos pagados por el Ministerio de Salud de Gaza y varios voluntarios de Indonesia.

## Historia
El hospital quedó seriamente dañado por los bombardeos y el posterior asedio israelí durante la guerra de Gaza. Al menos doce personas murieron y decenas resultaron heridas en un bombardeo israelí del hospital el 20 de noviembre, según el ministerio de Salud de la Franja de Gaza. Cinco días después, el ejército israelí llevó a cabo un asalto del hospital que lo dejó en ruinas, destruyendo su principal generador, matando a una mujer e hiriendo a tres más. Un enfermero denunció que los soldados israelíes habían disparado a 25 pacientes que no podían moverse por tener la pelvis rota.
En diciembre de 2023, el ejército israelí lo convirtió en una base militar. En febrero de 2025, un trabajador humanitario de Médicos Sin Fronteras escribió que las fuerzas israelíes que anteriormente ocupaban el hospital habían destrozado todas las máquinas de atención médica «en pedazos, una por una, para asegurarse de que ya no se pudiera brindar atención médica».

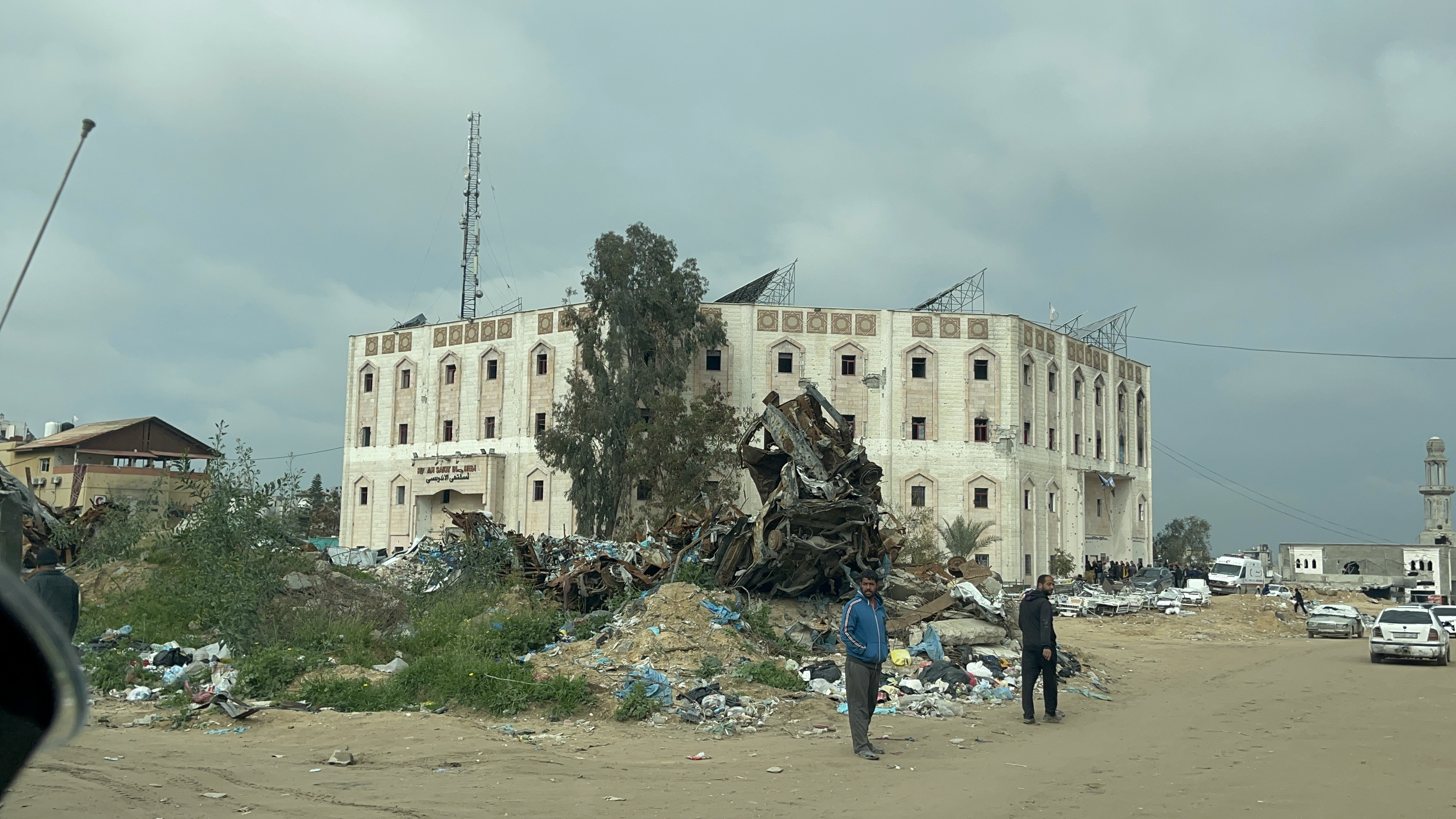
El Hospital Indonesio en 2025 gravemente dañado por los ataques israelíes

En febrero de 2025, el hospital reanudó algunos de las servicios que ofrecía, después de las reparaciones al edificio y al equipo que fueron destruidos por las fuerzas israelíes. Desde el mes pasado, reanudó los servicios de emergencias, cirugías, radiología, laboratorio, tratamientos ambulatorios y hospitalarios, y en ese momento estaba operando al 30 % de su capacidad total.
El 2 de julio, las FDI asesinaron al director del hospital, Maruan al Sultán, y a varios miembros de su familia, en un bombardeo contra su casa en la ciudad de Gaza. Al Sultán había denunciado en numerosas ocasiones durante los últimos meses la situación en el enclave a causa de la ofensiva de Israel y había reclamado a la comunidad internacional que garantizara la seguridad del personal médico palestino.